# Raízes do Brasil
Raízes do Brasil é um livro do historiador brasileiro Sérgio Buarque de Holanda. Escrito como um ensaio, foi publicado originalmente pela Editora José Olympio, em 1936, tendo sido posteriormente objeto de várias reedições ao longo do século XX e é considerado um dos mais importantes clássicos da historiografia e da sociologia brasileiras. A obra foi traduzida e editada também em italiano (1954), espanhol (1955) e japonês (1971, 1976), bem como em alemão, em francês e em inglês.
Publicada em 1936, Raízes do Brasil aborda aspectos centrais da história da cultura brasileira. O texto consiste de uma macrointerpretação do processo de formação da sociedade brasileira. A tese central é a de que o legado personalista da experiência colonial constituía um obstáculo a ser vencido, para o estabelecimento da democracia política no Brasil. Destaca, nesse sentido, a importância do legado cultural da colonização portuguesa do Brasil e a dinâmica dos arranjos e adaptações que marcaram as transferências culturais de Portugal para a sua colônia americana.

## Importância da obra
Raízes do Brasil, ao lado de Casa-Grande e Senzala, de Gilberto Freyre, promoveu a reinvenção da interpretação sobre a nação brasileira na década de 1930. Se, por um lado, Freyre ao louvar a mestiçagem desfez o fardo imposto pelas posturas raciais científicas da época, como um traço positivo da identidade nacional brasileira, por outro, Holanda busca construir as bases para um Brasil democrático e moderno, livre da herança colonial ibérica. Essa herança vinha na forma do colonialismo e da escravidão, que apesar de não existirem exatamente nas décadas iniciais do século XX, enraizaram-se na sociedade brasileira por meio de uma economia fraca, uma elite despótica e uma sociedade autoritária. Essas seriam as raízes do Brasil.
Além de ser o livro de estreia de Buarque de Holanda, Raízes do Brasil também se tornou sua obra mais editada, traduzida e comentada. De 1995, quando Raízes do Brasil passou a ser publicado pela Companhia das Letras, até 2016, o livro vendeu mais de 250 mil exemplares. Raízes teve edição italiana em 1954, mexicana em 1955, japonesa em 1976, alemã em 1995, francesa em 1998, norte-americana em 2012 e albanesa também em 2012.

## História

### Início do projeto
As concepções de Holanda sobre o que seria uma nação moderna e que estão impressas em Raízes do Brasil são vastamente devedoras de sua estadia berlinense, enquanto correspondente internacional, entre os anos de 1929 e 1930. Foi nesse momento que Holanda desenvolveu seu instrumento heurístico de análise do Brasil. As atividades que desenvolveu na então República de Weimar extrapolaram muito a vida de um correspondente jornalístico, frequentando as aulas de Friedrich Meinecke na Universidade de Berlim e aprofundando os estudos em diversos pensadores alemães como Ernst Kantorowicz, Leopold von Ranke, Carl Schmitt. Sua estadia em Berlim foi tão importante que Holanda voltou de lá com um conjunto de textos escritos por ele denominados “teoria da América”, um caderno de anotações escrito em sua temporada berlinense com cerca de 400 páginas. Nele Holanda ensaiava uma sociologia comparada, de inspiração weberiana, focada na colonização da América em suas iniciativas portuguesa, espanhola e inglesa. Desse manuscrito, dois capítulos foram publicados em Raízes do Brasil.

### Publicação
Raízes do Brasil é o primeiro livro publicado por Sérgio Buarque de Holanda. Sua estreia foi em grande estilo já que sua obra foi publicada pela mais importante casa editorial da época, a José Olympio, como o primeiro livro da Coleção Documentos Brasileiros, então dirigida por Gilberto Freyre. 
Contudo, este livro não foi incorporado imediatamente ao hall de obras fundamentais da historiografia brasileira, tal como aconteceu com Casa-Grande e Senzala, nem mesmo pode ser considerado um sucesso editorial antes do final da década de 1960. Isso pode ser visto em termos de reedição da obra, pois a primeira foi publicada em 1936, a segunda em 1948, a terceira em 1956, a quarta em 1963 e a quinta em 1969, o texto definitivo. Porém, no intervalo de dez anos entre 1969 e 1979 Raízes contou com cinco impressões.

## Estrutura
O livro foi escrito na forma de um longo ensaio histórico, tendo sido dividido em sete partes:
1. Fronteiras da Europa
2. Trabalho & Aventura
3. Herança Rural
4. O Semeador e o Ladrilhador
5. O Homem Cordial
6. Novos Tempos
7. Nossa Revolução

## Diferença entre as edições
Raízes do Brasil possui cinco edições diferentes do texto, sendo a definitiva a publicada em 1969. Depois disso o texto não passou por alterações de Sérgio Buarque. Existem diversas mudanças realizadas ao longo dos 33 anos de reedição da obra, que rearticulam suas perguntas centrais assim como suas respostas. Essas mudanças no texto ajudam, inclusive, a entender por que pesquisadores dessa obra às vezes postulam interpretações tão diferentes sobre ela.

### Mudanças estruturais
As três primeiras edições de Raízes do Brasil são as que apresentam maior esforço por parte Sérgio Buarque de reescrita do texto. Existe uma diferença significativa entre a primeira edição, publicada em 1936, e a segunda, em 1948. Entre uma edição e a outra, houve um aumento de 116 parágrafos, acréscimo significativo para um livro pequeno, além de várias mudanças no texto. O capítulo que recebeu maior incremento de informações foi o capítulo 2, que teve 34 parágrafos adicionados a ele. Dentre as supressões realizadas na obra, tem destaque a retirada de várias referências a Gilberto Freyre, prefaciador da primeira edição, e a Casa-Grande e Senzala. Esse movimento de se desvincular de Freyre teria sido feito de forma totalmente consciente por Holanda. Contudo, aponta-se como a modificação mais radical na obra em sua segunda edição a perda de centralidade de autores alemães, tão caros a Holanda em sua estadia berlinense quanto logo após ela. Muito desse expurgo de autores como Carl Schmitt e Ludwig Klages, para citar alguns, esteve consideravelmente ligado à visão negativa que se tinha do nazismo após a Segunda Guerra Mundial.  Conceitos-chave para a primeira edição como visão de mundo (Weltanshauung) e mundo da vida (Lebenswelt) também foram substituídos por outros sem vinculação ao pensamento alemão. Nesse sentido, a filosofia organicista de matriz alemã (Lebensphilosophie) presente na edição de 1936 é substituída pela perspectiva sociológico-progressista.
No plano interpretativo, a primeira edição trazia como inquietação a herança do passado colonial brasileiro como dificultadora da modernização do Brasil. Nesse sentido, a ética da aventura, do ruralismo e da cordialidade seriam impeditivos para o progresso brasileiro. Essa constatação deu lugar, na segunda edição, a uma visão mais otimista na medida em que busca achar as condições para realização da modernização e, por conseguinte, o abandono da tradição colonial.
A difundida interpretação de Antonio Cândido de que Raízes do Brasil seria um livro profundamente democrático está em perfeita sintonia com o conteúdo do livro em sua edição definitiva de 1969, a qual ele prefaciou, porém o caráter dito progressista do livro não se verifica em sua primeira edição. Raízes de 1936 está mais para um texto associado ao pensamento conservador e ao nazifascismo. Quando a primeira edição foi escrita por Buarque de Holanda existia uma desconfiança generalizada em relação à democracia representativa liberal. Esse cenário já não era o mesmo quando da publicação da segunda edição, de 1948, que trazia o fim da Segunda Guerra Mundial e escancarava os crimes cometidos pelo regime nazifascista. Essa mudança no cenário global, levou Sérgio Buarque a retirar, por exemplo, diversos trechos do filósofo Carl Schmitt, associado ao nazismo no pós-guerra.
As indicações de modificações a serem realizadas na segunda edição estão em um exemplar de Sérgio Buarque, anotado por ele e entregue à editora José Olympio. Esse exemplar raro pertence ao bibliófilo Carlos Marigo Filho.

### Edição comemorativa de 80 anos
Em 2016, foi lançada uma edição comemorativa de Raízes do Brasil' por ocasião do aniversário de 80 anos de sua primeira edição. O livro, lançado pela editora Companhia das Letras, contou com a organização de Lilia Schwarcz e Pedro Meira Monteiro, que também assinam a apresentação impressa nessa edição. O trabalho de arqueologia textual ficou ao encargo de Mauricio Acuña e Marcelo Diego, que estabeleceram o texto a ser publicado e inseriram diversas notas que buscaram mapear todas as alterações realizadas entre a primeira edição (1936) e a quinta e definitiva (1969). O livro traz também todos os elementos paratextuais presentes nas cinco edições de Raízes, tais como prefácios, respostas, entre outros elementos. De novidade, existe também os nove posfácios escritos por especialistas na obra, além de uma cronologia de Raízes do Brasil, fotos da primeira edição e de capas das diversas edições que recebeu mundialmente. Essa é a primeira vez que uma edição de Raízes apresenta todas as mudanças realizadas ao longo de três décadas por Sérgio Buarque de Holanda.

## Fortuna crítica
Entre as décadas de 1960 e 1980 foram publicados os três textos fundamentais sobre Holanda.  Talvez o primeiro texto analítico de Raízes do Brasil tenho sido o prefácio escrito por Antônio Candido para a terceira e quarta edições desse livro. A versão definitiva do texto de Candido, publicada com o título de "O significado de Raízes do Brasil" na quarta edição, de 1963, ressalta o diálogo desse livro com a teoria de Max Weber, principalmente para a construção da teoria de Sérgio Buarque dos pares contrários, tais como senhor-escravo, e a importância da tradição epistemológica alemã de uso da compreensão (Verstehen) nos estudos históricos.
Desde a década de 1980, diversos estudos foram publicados sobre Raízes do Brasil, impulsionados pelo crescente interesse no pensamento social brasileiro e pela ampliação dos estudos em história da historiografia. Além disso, era uma época em que os historiadores cada vez mais deixavam de lado as suas inclinações teóricas para a história econômica de inspiração marxista para adentrar no campo em ascensão da história cultural. Esse movimento da historiografia universitária facilitou o interesse pela vasta obra de Holanda.  Dentre os importantes estudos, está Sérgio Buarque de Holanda, livro organizado pela sua discípula Maria Odila da Silva Dias e publicado em 1985 como parte da coleção Grandes Cientistas Sociais da editora Ática. Em seu prefácio, Odila busca colocar Raízes do Brasil em interlocução com outros textos de Sérgio Buarque, alguns deles ali reunidos para publicação.  Em 1987, George Avelino Filho publica o artigo “As Raízes de Raízes do Brasil”, que situa Raízes do Brasil em uma fase da vida de Holanda em que foi possível sintetizar toda a riqueza intelectual que ele vivia naqueles tempos. Contudo, é a partir da década de 1990 que inicia-se uma profusa e rica gama de estudos sobre a vasta obra de Sérgio Buarque de Holanda.
Vale notar as atuais críticas à obra, a mais recente por Jessé Souza, em A Elite do Atraso, dado que Sérgio Buarque constrói, em essência, uma visão culturalista, numa tentativa de substituir o racismo vigente à época, do contexto sociocultural brasileiro.[carece de fontes?]28

## Legado
Raízes do Brasil é um livro que, apesar de haver mais de 80 anos desde sua primeira publicação, ainda é, para muitos, considerado obra capital para a compreensão da verdade brasileira e de seus desarranjos que até hoje nos atingem, junto com Casa-Grande & Senzala, de Gilberto Freire, Os Donos do Poder, de Raimundo Faoro, e Formação do Brasil Contemporâneo, de Caio Prado Jr. Seu autor tenta elucidar a realidade brasileira e as causas de uma certa mal sucedida formação de um espírito progressista no seio das relações sociais da Civilização Brasileira.
O autor, com sua capacidade de se referir com espantosa grandeza de detalhes às relações que os habitantes de épocas diversas tinham entre si e com o meio, consegue nos mostrar as transformações (ou continuações) das subjetividades desde o período colonial até a época da publicação do livro.
Tendo em mente as diferenças entre o tipo de colonização ibérica e a inglesa na América podemos dizer que a descoberta do Brasil e principalmente o sucesso de sua colonização, foi fruto do espírito aventureiro e de uma certa adaptabilidade dos portugueses a situações e povos "desconhecidos". Juntando isto à ausência das famílias destes aventureiros em suas incursões no "Brasil” (ao contrário do que ocorria com os ingleses na atual América do Norte), não é de se espantar que o povoamento da colônia se desse em grande parte por mestiços, primeiramente oriundos das relações dos portugueses com as índias e posteriormente com as escravas negras.
No decorrer da colonização, a sociedade brasileira tornou-se rural e patriarcal, e o cultivo agrícola era baseado na monocultura de exportação. As fazendas/engenhos eram verdadeiros feudos e dela se tirava tudo que se precisava (os escravos produziam tudo, desde o alimento até os móveis da casa-grande). Como quase nada do que se produzia fora das fazendas era necessário para a vida dos seus habitantes, as relações familiares eram mais importantes e respeitadas que as entre os cidadãos, e entre estes e o Estado que era tido, junto com suas leis, como marginais. Todo este processo mantém-se por séculos, resistindo até mesmo à decadência dos engenhos de açúcar que iam sendo substituídos, em importância, pelas fazendas de café. Se finda a escravidão, uma nova realidade social surge a partir daí. O inchamento dos centros urbanos é inevitável, as cidades passam a servir de moradia para os ex-escravos e para os próprios "barões do café” já que a abolição da escravidão tornou impossível a existência de uma propriedade rural auto-suficiente. Mesmo com todas estas transformações, a classe rural continua com seus privilégios e sua força política.
Uma característica psicossocial herdada dos portugueses também contribuiu para o insucesso do Capitalismo industrial em terras brasileiras. Desde aquela época, a sociedade via o trabalho manual e metódico, tão importantes para a consolidação das nações mais desenvolvidas da época, como incompatíveis com aqueles que prezam sua dignidade, além de ver o lucro capitalista como algo relativamente indigno.
O povo brasileiro exacerbava o que o autor chamou de "nosso apego quase que exclusivo aos valores da personalidade". Não era difícil nos deparamos com "nobres” ostentando seus títulos e suas riquezas (quando existiam). Exaltava-se a inteligência, o ócio e principalmente as mordomias e prerrogativas da aristocracia, os títulos de bacharel eram tidos como verdadeiros passaportes para o Olimpo. A intelectualidade positivista da época importou, principalmente dos Estados Unidos e da França, ideias totalmente estranhas à maioria da população brasileira. Isto porque, segundo os positivistas, estas teorias seriam absorvidas naturalmente, afinal de contas eram "verdades absolutas". Não havia portanto sequer uma tentativa de adaptá-las ao modo de vida do brasileiro, que por sua vez ou reagia com displicência ou hostilidade, vide a Proclamação da República. A implantação do regime republicano no Brasil, foi feita de uma maneira desordenada e abrupta, não foi um movimento espontâneo (como nos EUA) da população. Ocorreu o que era de se esperar, a aristocracia rural tratou de apoderar-se desta nova forma de autoridade, distanciando-a de qualquer tipo de influência que o povo poderia ter.

### Homem cordial
Através do conceito de homem cordial Sérgio Buarque destaca a importância da herança cultural da colonização lusitana no Brasil, construindo ainda a ideia de que a "cordialidade" típica dos brasileiros levou a uma relação problemática entre instâncias públicas e privadas. Por ter proposto a existência desse chamado espírito cordial dos brasileiros, muitos acusaram Sérgio Buarque de Holanda de expor teorias geneticistas. Para estes críticos, a adjetivação do homem brasileiro como cordial teria sido colocada como uma característica nata da chamada "raça brasileira". O que Sérgio Buarque de Holanda fez foi destrinchar as causas desta cordialidade e a partir daí explicar como ela, que é enraizada no perfil psicossociológico do povo brasileiro, contribuiu para todas as mazelas que conviveram e ainda convivem com as relações sociais no Brasil.
Voltando à nossa cordialidade, podemos dizer que nós brasileiros, geralmente pensamos e fazemos tudo a partir da afetividade, temos uma imensa dificuldade para entender as formalizações políticas e somos, portanto, incapazes de separar daquilo que é público, o que nos é privado. Estamos inseridos num círculo vicioso, onde ao mantermos uma relação informal com o Estado, deixamos até mesmo de ser cidadãos.
Para Sérgio Buarque de Holanda, esta chamada adaptabilidade se explica pela inexistência, entre os portugueses, do tão caraterístico "orgulho racial" da maioria dos europeus. De certo ponto de vista, dessa forma o caráter português se coloca então como superior a seus congêneres, mais democrático, mais adequado à plena convivência das raças, da diversidade.